# Yakir Yerushalayim
El Premio Yakir Yerushalayim (en hebreo: יַקִּיר יְרוּשָׁלַיִם‎, romanizado: Ciudadano Honorario de Jerusalén) es un galardón que se otorga una vez al año, de acuerdo con el año hebreo, por la Municipalidad de la ciudad de Jerusalén a uno o más residentes de la ciudad que hayan contribuido a la vida cultural y educativa de la ciudad de alguna manera sobresaliente. La ceremonia de premiación de la "Querida Ciudad de Jerusalén", es en o alrededor de Yom Yerushalayim, la fecha de la unificación de Jerusalén, Israel, desde 1967.
Los ganadores del premio deben ser mayores de 65 años. El premio se otorga a personas cuya contribución a Jerusalén sea duradera y específica y que hayan irradiado e influido en la ciudad en diversas áreas. Son seleccionados por un comité de cinco paneles designado por el alcalde, que revisa a los candidatos y selecciona a un antiguo residente de Jerusalén cuyo trabajo, en nombre de la ciudad o historia de vida, es una inspiración para otros.

## Categorías del premio
El premio se le otorga a personas cuya contribución a Jerusalén sea duradera y específica y que hayan irradiado e influido en la ciudad en las siguientes áreas: educación, cultura, actividad pública, Comprensión y tolerancia, voluntariado caridad y filantropía, investigación y academia, religión y herencia judía, así como también Desarrollo e infraestructura.
El alcalde de Jerusalén nombra un equipo para clasificar las diversas nominaciones presentadas y compilar una lista de los candidatos que cumplen con los criterios. Un comité compuesto por los jefes de las diversas agrupaciones en el consejo de la ciudad y figuras públicas formula una lista final de 12 candidatos recomendados por él para el premio, y presenta sus recomendaciones para su aprobación por el alcalde. El comité tiene en cuenta sus consideraciones, el tejido especial de la población de la ciudad y los diversos campos de actividad de los candidatos. El alcalde tiene derecho a agregar tres candidatos en su nombre a la lista final de ganadores, que se presenta al Concejo Municipal para su aprobación.
Siguiendo la recomendación del comité profesional designado por el Consejo Municipal de Jerusalén, se reúne el comité público, que aprueba y examina las recomendaciones y las presenta al alcalde.
La ceremonia de premiación tiene lugar en o alrededor del Día de Jerusalén. Además de un certificado de honor, cada querida/o de la ciudad recibe un alfiler de oro en forma de emblema del municipio.
Los seres queridos de Jerusalén tienen derecho a ser enterrados en la parcela de los "Yakir Yerushalayim" en el Monte del Descanso.

## Galardonados
| Año  | Galardonado                      | Descripción y comentarios |
| ---- | -------------------------------- | --- |
| 1967 | Ben-Zion Dinur                   | Educador, historiador y ministro del gobierno israelí |
| 1967 | Samuel Hugo Bergmann             | Filósofo judío |
| 1967 | Naftali Herz Tur-Sinai           | Erudito de la Biblia, autor y lingüista |
| 1967 | Shlomo Yosef Zevin               | Eminente rabino ortodoxo |
| 1968 | Yitzhak Baer                     | Historiador y experto en historia judía medieval española. |
| 1968 | Ludwig Blum                      | Jerusalén pintor |
| 1968 | Berl Locker                      | Activista sionista y político israelí |
| 1968 | Benjamin Mazar                   | Historiador y arqueólogo |
| 1968 | Rachel Shazar (née Katznelson)   | Figura política, esposa de Zalman Shazar, el tercer presidente de Israel |
| 1968 | Miriam Yalan-Shteklis            | Autor infantil |
| 1969 | David Benvenisti                 | Historiador y geógrafo |
| 1969 | William F. Albright              | Arqueólogo y erudito del Tanaj |
| 1969 | Gershom Scholem                  | Filósofo e historiador judío |
| 1970 | Simon Halkin                     | Poeta y novelista |
| 1970 | Pinchas Litvinovsky              | Artista |
| 1970 | Moshe Rachmilewitz               | Médico |
| 1970 | Anna Ticho                       | Artista |
| 1974 | Mordecai Ardon                   | Artista |
| 1974 | Moshe Zvi Segal (Rabbi)          | Rabino y miembro destacado de Etzel y Leji |
| 1974 | Zev Vilnay                       | Geógrafo |
| 1977 | Marc Chagall                     | Artista |
| 1978 | George Douglas Young             | Sionista y teólogo cristiano |
| 1980 | Louis Isaac Rabinowitz           | Teniente de alcalde de Jerusalén, rabino y filólogo |
| 1981 | Leo Picard                       | Geólogo y experto en el campo de la hidrología |
| 1982 | Walter Frankl                    | Botánico |
| 1984 | Nahman Avigad                    | Arqueólogo |
| 1984 | Nathan J. Saltz                  | Profesor universitario y cirujano |
| 1984 | Reuven Shari                     | Político israelí |
| 1988 | Elisheva Cohen                   | Curador del Museo de Israel |
| 1989 | Marcel-Jacques Dubois            | Católico y profesor de religión en la Universidad Hebrea de Jerusalén |
| 1989 | Joshua Prawer                    | Historiador |
| 1989 | Zerach Warhaftig                 | Abogado y político israelí |
| 1990 | Israel Eldad (Scheib)            | Ex activista político sionista y filósofo del sionismo revisionista |
| 1991 | Yaakov Arnon                     | Político israelí |
| 1991 | Reuven Feuerstein                | Psicólogo y directora del "Centro Internacional para la Mejora del Potencial de Aprendizaje"                                                                                              |
| 1992 | Yemima Avidar-Tchernovitz        | Autor infantil |
| 1995 | Colette Béatrice Aboulker-Muscat | Médico naturista |
| 1995 | Zehava Malkiel                   | Activista del Consejo Internacional de Mujeres Judías |
| 1995 | Josef Tal                        | Compositor |
| 1996 | Avraham Biran                    | Arqueólogo y excavador de Tel Dan |
| 1997 | Martin Kieselstein               | Médico, asistente de los ancianos de Jerusalén |
| 1997 | Jacob Sheskin                    | Profesor en el Hospital Hadassah, jefe del Hospital Hansen para dar tratamiento a la enfermedad de Hansen en Jerusalén                                                                    |
| 2000 | Itzhak Nener                     | Jurista que se desempeñó como vicepresidente de la Internacional Liberal, cofundó la Asociación Internacional de Abogados y Juristas Judíos, y fue elegido para el Municipio de Jerusalén |
| 2001 | Menachem Elon                    | Profesor de Derecho especializado en Mishpat Ivri, juez de la Corte Suprema de Israel y su vicepresidente                                                                                 |
| 2002 | Yechiel Grebelsky                | Pionero de la industria de Piedra Jerusalén |
| 2002 | Yehuda Kiel                      | Educador y comentarista de la Biblia, quien dirigió el proyecto Da'at Miqra |
| 2002 | Meier Schwarz                    | Profesor emérito de fisiología vegetal y director del Memorial de la Sinagoga |
| 2002 | Els Bendheim                     | Nacido y criado en Amsterdam, contribuyó a ayudar a las instituciones médicas y educativas en Jerusalén                                                                                   |
| 2004 | Miriam Ben-Porat                 | Ex juez de la Corte Suprema y ex Contralor del Estado |
| 2004 | Netiva Ben Yehuda                | Autor, editor y ex soldado del Palmaj |
| 2005 | Shlomo Merzel                    | Educador y director de instituciones de Horev Torá |
| 2006 | Robert (Israel) Aumann           | Matemático ganador del Premio Nobel |
| 2006 | Emanuel Zisman                   | Político israelí y ex embajador |
| 2007 | Geulah Cohen                     | Político y periodista israelí |
| 2008 | Yehuda Bauer                     | Historiador y profesor de Estudios del Holocausto, Universidad Hebrea de Jerusalén |
| 2010 | David Kroyanker                  | Arquitecto e historiador de la arquitectura de Jerusalén |
| 2010 | Nahum Rakover                    | Profesor emérito de la Universidad Bar-Ilan y ex fiscal general adjunto |
| 2010 | Shulamit Kishik-Cohen            | Espía israelí que trabajó para rescatar judíos de países árabes |
| 2012 | Shlomo Aronson                   | Arquitecto paisajista y urbanista |
| 2013 | Ruth Kark                        | Geógrafo histórico, Universidad Hebrea de Jerusalén |
| 2014 | Chaim Yeshayahu Hadari           | Rabino, fundador de Rosh Yeshiva y actual Rosh Yeshiva emérito de Yeshivat Hakotel en la Ciudad Vieja.                                                                                    |
| 2014 | Rachel Bamberger Chalkowski      | Jefe de obstericia de Shaare Zedek y fundadora de la importante organización benéfica Matan B'eter Bambi                                                                                  |
| 2016 | Menashe Eichler                  | Militar voluntario |
| 2017 | Adin Steinsaltz                  | Rabino jasídico de Jabad, maestro, filósofo, crítico social, autor, traductor y editor |
| 2020 | Tamar Peretz                     | Médico e investigador israelí, profesor de la Facultad de Medicina de la Universidad Hebrea de Jerusalén.                                                                                 |